# Dicranomyia lydia
Dicranomyia lydia är en tvåvingeart som först beskrevs av Alexander 1950.  Dicranomyia lydia ingår i släktet Dicranomyia och familjen småharkrankar. Inga underarter finns listade i Catalogue of Life.